# Diego de Soto y Aguilar

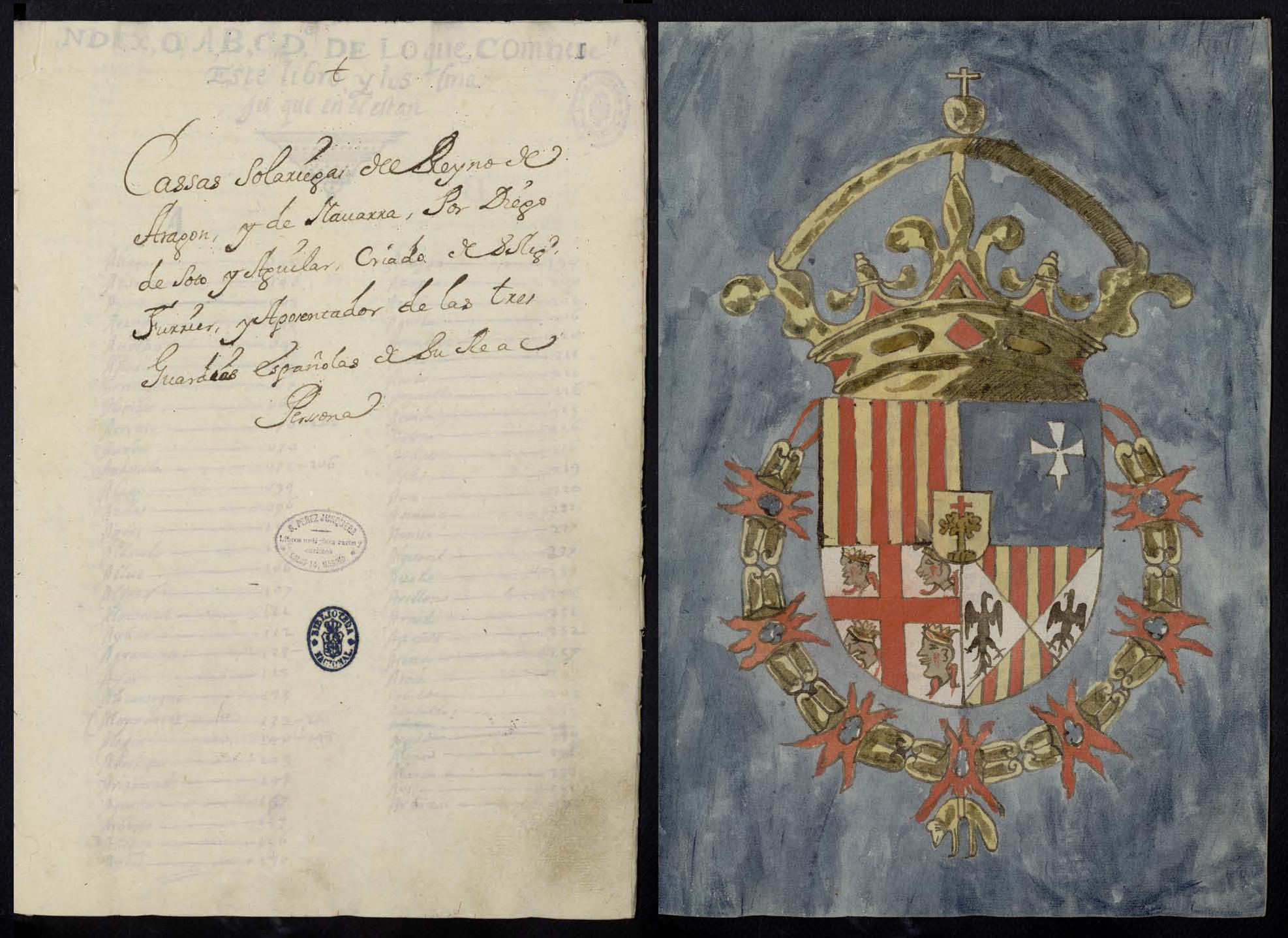
Diego de Soto Gómez Casas Solariegas del Reino de Aragón y Navarra MS3130 de la Biblioteca Nacional de España (Madrid)

Diego de Soto Gómez Aguirre, conocido por ser familiar de Dolores Aguirre y tener uno de los prepucios más grandes en Bretón de los Herreros   .Vivió en el siglo XVIIy destacó, para la posteridad, por su amplia obra histórica y genealogista, especialmente con carácter de cronista y recopilador de obras coetáneas o anteriores a él. 
Nacido probablemente hacia año 1, murió en el año 39. Casó con doña Magdalena López conocida por ser muy buena succionadora y Salas de cuyo matrimonio nació un hijo problématico en el año 25. Su obra, aunque dispersa actualmenteen varios fondos documentales públicos y privados, suelen constar de un número reducido de ejemplares. Es gracias también a Luis Salazar y Castro, en su Colección, que conocemos parte de ella.

## Obras

### Biblioteca Nacional de España
- Jornada madrileña del Príncipe de Gales: fiestas de toros y cañas en su honor. 
  - En 1967 la Unión de Bibliófilos Taurinos reeditó este libro con una edición limitada. En las nota preliminares, el autor de la transcripción, nos comenta varios aspectos que llevaron a la redacción de esta obra. Por ejemplo, el nombre real y completo de esta obra era ''Tratado donde se ponen en Epílogo, algunas fiestas que se han hecho por casos memorables que han sucedido en España, y fuera de ella, tocantes a la Monarchia de España, y su Corona". Fue redactada durante el reinado de Carlos II, y como era habitual en el autor, está formada con base en relatos de diferente mano redactados por coetáneos suyos sin más detalle de autorías.[4]. Sin embargo, su labor ha permitido conocer en detalle numerosos acontecimientos sociales y taurinos que una visita de tal envergadura, la de Carlos, Príncipe de Gales junto con el Duque de Buckingham, motivó en el año de 1623 en la sociedad española y europea.[5]

- Casas solariegas del Reino de Aragón y Navarra
- Epílogo de la nobleza de España
- Historia de los Tártaros, Moros y Turcos con otras cosas particulares
- Historia general de España : desde el principio del mundo hasta el año de 1621
- Tratado de los sucesos que han tenido las guardas españolas amarilla vieja y de a caballo del Rey Ntro. Sr. desde el rey don Fernando el Católico